# Шаховы
Шаховы — русский дворянский род.
Лейб-кампании гренадер Фома Шахов жалован дворянским достоинством (31.12.1741).
Родоначальник Николай Шахов поступил на службу (1793), назначен Коллежским Асессором (1826) и находясь в этом чине пожалован в дворянское достоинство дипломом и гербом (21 марта 1830) (Герб. Часть X. № 146).
Определением Герольдии Правительствующего Сената ( 23 Февраля 1906), отставной Коллежский советник Николай Шахов и сыновья его Николай и Борис, по заслугам деда первого из них, чиновника 5 класса Николая Ивановича Шахова, признаны в потомственном Дворянстве, с правом на внесение в третью часть Дворянской родословной книги. (Герб. Часть XVIII. № 139)

## История рода
Во втором, зимнем Казанском походе погиб Матвей (Матюшка) Семёнович Шахов (февраль 1550), его имя записано в синодик Успенского Кремлёвского собора на вечное поминовение. По опричнине казнён новгородский подьячий Селянин Шахов с женою и детьми - Петром и Пелагею (январь-февраль 1570), их имена занесены в синодик опальных. Опричниками Ивана Грозного записаны: Андрей Иванович и Юрий Васильевич Шаховы (1573).
Подьячий Алексей Шахов воевода в Уржуме (1627-1630).

## Описание гербов

#### Герб. Часть XVI. № 30.
Герб лейб-кампании гренадёра Фомы Шахова: на две части вдоль разделенный щит, у которого правая часть показывает в чёрном поле золотое стропило с наложенными на нем тремя горящими гранатами натурального цвета, между тремя серебряными звездами, яко общей знак особливой Нам и всей Империи нашей при благополучном нашем на родительский наш наследный престол вступлении верно оказанной службы и военной храбрости, а левая содержит в зеленом поле в центре серебряный серп вправо с золотой ручкой. Между ним три золотых серебряных хлебных колоса, два вверху, один внизу. Над щитом несколько открытой к правой стороне обращенный стальной дворянский шлем, который украшает наложенная на него обыкновенная Лейб-компании гренадерская шапка с красными и белыми страусовыми перьями и с двумя по обеим сторонам распростертыми орловыми крылами чёрного цвета, на которых повторены три серебряные звезды. По сторонам щита опущен шлемовной намёт зеленого и чёрного цветов, подложенный справа серебром, слева золотом, с приложенною внизу щита подписью: «За верность и ревность».
Примечание: Фома Шахов (ум. 17.06.1754), из крестьян Галичского уезда, лейб-кампании гренадаёр, возведён в потомственное дворянское достоинство (31.12.1741) и жалован дипломом (25.11.1751).

#### Герб. Часть X. № 146.
Герб коллежского асессора Николая Шахова: щит разделён на 3 части. В первой части, на голубом поле, 3 золотые пчелы. Во второй части, в серебряном поле, журавль, держащий в лапе камень. В третьей части, в красном поле, хлебный сноп. Щит увенчан обыкновенным дворянским шлемом и тремя страусиными перьями.
Примечание: герб коллежского асессора Николая Шахова, также внесён в Часть XVI. № 29 сборника дипломных гербов Российского дворянства, невнесённых в ОГДР.

#### Герб. Часть XVI. № 29.
Герб коллежского асессора Николая Шахова, пожалован (21.03.1830):  щит поделен горизонтально. Верх еще раз вертикально. В правом верхнем голубом поле три золотых пчелы. Во втором серебряном поле журавль держит в лапе камень; в третьей нижней части в красном поле золотой сноп. Над щитом дворянский коронованный шлем с тремя страусовыми перьями. Намёт красный и голубой, подложен золотом.

#### Герб. Часть XVIII. № 139.
Герб дворян Шаховых: в лазуревом щите, золотой якорь, обремененный двумя серебряными косвенно накрест положенными с золотыми рукоятками мечами, сопровождаемый сверху летящею чайкою натурального цвета. Щит увенчан Дворянским коронованным шлемом. Нашлемник: серебряный с червлеными глазами, языком и золотыми рогами возникающий олень. Намёт: справа лазуревый с золотом, слева - лазуревый с серебром (пожалован 15.11.1906)..